# Johann Georg Halske
Johann Georg Halske (30 de julio de 1814 - 18 de marzo de 1890) fue un maestro mecánico alemán, cofundador con Werner Siemens en 1847 de la empresa eléctrica Siemens & Halske.

## Semblanza
Nacido en Hamburgo en 1814, en 1828 dejó la escuela para trabajar como aprendiz por un corto tiempo con el constructor de máquinas de Berlín Schneggenburger, desde donde pasó al taller del mecánico de precisión Wilhelm Hirschmann. Después de su aprendizaje, trabajó en varias empresas de mecánica de precisión, y especialmente con el afamado mecánico de Hamburgo Johann Georg Repsold.
En 1843 regresó a Berlín y en 1844, junto con el mecánico Friedrich M. Boetticher, fundó un taller en la calle Karlstrasse para la construcción de aparatos químicos y mecánicos. Por entonces, diseñó y construyó dispositivos electromédicos para el fisiólogo Emil du Bois-Reymond.
Halske perteneció a la Sociedad Física de Berlín fundada en 1845, donde coincidió con destacados científicos e inventores como Hermann von Helmholtz, Emil H. du Bois-Reymond, Rudolf Virchow y Werner Siemens. Es posible que Halske y Siemens se conocieran en las reuniones y coloquios de la Sociedad en la casa del físico Heinrich Magnus.
En 1846, Siemens presentó 'su' telégrafo de puntero a Halske & Boetticher. Halske dejó a su socio al año siguiente y se dedicó por completo a la construcción de telégrafos de Siemens. El 12 de octubre de 1847, junto con Werner Siemens, fundó Telegraphen-Bauanstalt von Siemens & Halske en Berlín, y durante veinte años se dedicó a dirigir la organización interna de la fábrica de Berlín.
Intervino particularmente en la construcción y el diseño de equipos eléctricos, como la prensa que permitió aislar los cables con una capa de gutapercha sin costuras, el telégrafo morse, el telégrafo de puntero y diversos instrumentos de medición.
La expansión internacional de la empresa a través de las sucursales en San Petersburgo y Londres, así como la aceptación de grandes contratos económicamente arriesgados para el tendido de cables telegráficos preocupaban a Halske. Además, su organización tradicional de talleres contradecía una optimización económica de la producción a través de métodos más eficientes de reparto del trabajo, lo que provocó tensiones con la empresa londinense.
Por ello, decidió retirarse de la empresa en 1867, y a partir de entonces se dedicó a la administración de la ciudad de Berlín como concejal y al establecimiento del Museo de Artes Decorativas de la capital de Alemania.
Incluso después de dejar la compañía, siguió apoyándola, y participó financieramente en el fondo de pensiones de Siemens, fundado en 1872. Hasta que falleció en 1890, siguió siendo amigo de Werner von Siemens. Fue enterrado en la sepultura familiar en el Cementerio de la Trinidad II, donde se conserva un medallón con su efigie obra del escultor Julius Moser.
Halske se había casado con Henriette Friederike Schmidt en 1846. De este matrimonio nacieron dos hijos y dos hijas.